# 康提區
康提區是斯里蘭卡中央省的一個區。面積2,365平方公里。2001年人口1,279,028人。首府康提。